# Академия музыки имени Яначека
Академия музыки имени Яначека (чеш. Janáčkova akademie múzických umění v Brně, также переводится как Академия изящных искусств либо Академия музыкальных и сценических искусств им. Л. Яначека) — чешская консерватория, расположенная в городе Брно. Основана в 1947 году и названа в честь композитора Леоша Яначека, много работавшего в Брно и, в частности, преподававшего здесь в Органной школе и поддержавшего создание консерватории Брно в 1919 году. Одна из лучших музыкальных школ страны; труднопроизносимое название обычно сокращается до чеш. JAMU. Академия возводит свои традиции к Органной школе Брно (существовала с 1881 года) и консерватории.
В настоящее время состоит из театрального и музыкального факультетов, на которых обучается в общей сложности около 500 студентов, как подготовленных в консерватории Брно, так и приезжающиx со всей Европы. Дипломы академии эквивалентны уровням бакалавра, мастера и доктора. Академия предоставляет возможность проходить обучение по таким специальностям, как драматургия, режиссура, менеджмента театра и музыки, актерское мастерство. Также имеется студия звукозаписи. 
Студенты академии ставят оперы, мюзиклы и драматические постановки на художественной сцене Divadlo na Orlí или в театральной студии Marta. 

## Erasmus+
Академия Яначека поддерживает программу ERASMUS + и сотрудничает со многими театральными и музыкальными университетами Европы.

## Факультеты и специальности

### Театральный факультет

#### Специальности бакалавриата (3 года обучения)
- Аудиовизуальное творчество и театр
- Режиссура драмы
- Театральная драматургия
- Менеджмент в сфере театра (специализации: «Менеджмент продюсирования», «Менеджмент сцены и технологии»)
- Обучение драме
- Физический театр
- Радио и телевизионная драматургия и сценаристика
- Сценография
- Театр пластики и танца и образование

#### Специальности магистратуры (после бакалаврата, 2 года обучения)
- Аудиовизуальное творчество и театр
- Драмматургическая режиссура
- Театральная драматургия
- Театральный менеджмент
- Театр и образование
- Радио и телевизионная драматургия и сценаристика
- Сценография
- Дизайн света
- Театр пластики и танца и образование

#### Специальности магистратуры (непрерывное обучение)
- Актер драмы (4 года обучения)
- Актер музыкального театра (4 года обучения)
- Танцевальная педагогика (5 лет)

### Факультет музыки

#### Специальности
- Дирижирование оркестром
- Хоровое дирижирование
- Духовная музыка
- Историческая интерпретация
- Игра на барабанах
- Игра на фаготе
- Игра на флейте
- Игра на гобое
- Игра на скрипке
- Игра на кларнете
- Игра на фортепиано
- Игра на контрабасе
- Игра на валторне
- Игра на гитаре
- Игра на тромбоне
- Игра на трубе
- Игра на органе
- Игра на виолончели
- Игра на альте
- Музыкальный менеджмент
- Джазовая интерпретация
- Преподавание фортепиано
- Композиция
- Мультимедиальная композиция
- Оперная режиссура
- Пение